# Schwarzatal
Schwarzatal város Németországban, azon belül Türingiában. A Verwaltungsgemeinschaft Schwarzatal székhelye.

## Fekvése
A város a Schwarza völgyeben található. 

## Története
1600 előtt a völgy a Greußeni urak hűbérbirtoka volt, majd a schwarzburg-rudolstadti hercegek vásárolták meg.
Az oberweißbachi hegyi vasút 1919 és 1923 között épült. Oberweißbach 1932-ben kapott városi rangot.
A város a 2019-es türingiai területi reform önkéntes összevonásainak részeként jött létre.

## Közigazgatás
A város négy részből áll:
- Lichtenhain/Bergbahn
- Mellenbach-Glasbach
  - Blumenau
  - Glasbach
  - Mellenbach
  - Obstfelderschmiede
  - Zirkel
- Meuselbach-Schwarzmühle
  - Meuselbach
  - Schwarzmühle
- Oberweißbach/Thüringer Wald

## Népesség
A település népességének változása:

## Közlekedés

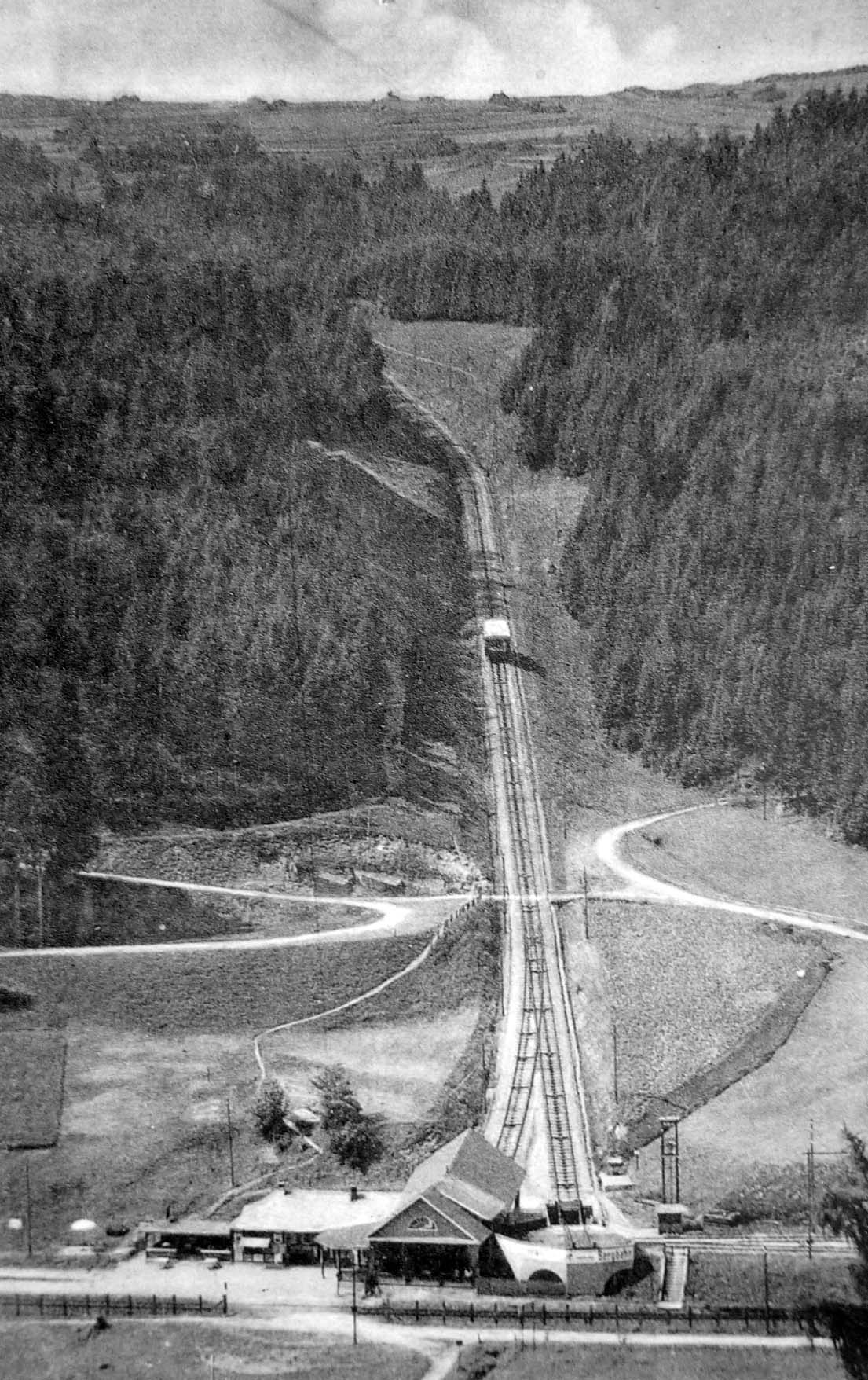
Az Oberweißbacher Bergbahn a völgyállomással (képeslap az 1930-as évekből)

A városi területet több vasútvonal is kiszolgálja. Az Obstfelderschmiede, Mellenbach-Glasbach és Meuselbach-Schwarzmühle állomások a Schwarzatal vasútvonalhoz tartoznak. Obstfelderschmiede és Lichtenhain az oberweißbachi hegyi vasút (Oberweißbacher Bergbahn) 1,4 km hosszú siklóvasútja köti össze, amelyet az Oberweißbach-Deesbachon keresztül Cursdorfba vezető síkvonal követ.

## Fordítás
- Ez a szócikk részben vagy egészben  a    Schwarzatal című német Wikipédia-szócikk fordításán alapul.  Az eredeti cikk szerkesztőit annak laptörténete sorolja fel. Ez a jelzés csupán a megfogalmazás eredetét és a szerzői jogokat jelzi, nem szolgál a cikkben szereplő információk forrásmegjelöléseként.